# Grevskabet Zutphen
Grevskabet Zutphen opstod i 1040'erne omkring den senere hansestad Zutphen i den nordlige del af Hamaland. Grevskabet lå i den nuværende provins Gelderland, tæt på den nuværende grænse til Tyskland.
Omkring 1130 kom Zutphen i personalunion med Hertugdømmet Geldern. Det tidligere grevskab mistede snart sin reelle selvstændighed og blev i stedet ét af Gelderns fire forvaltningsområder. Officielt blev området forvaltet som Achterhoek kvartil eller Zutphen kvartil.
I daglig tale kaldes Zutphen by og dens opland mod øst stadig for Achterhoek eller grevskabet (De Graafschap). 
Fodboldklubben VBV De Graafschap blev oprettet i Doetinchem i 1954.